# بنو جانسن
بنو جانسن (انگلیسی: Benno Janssen; ۱۲ مارس ۱۸۷۴ – ۱۴ اکتبر ۱۹۶۴) معمار اهل ایالات متحده آمریکا بود.